# Inverted Coaster

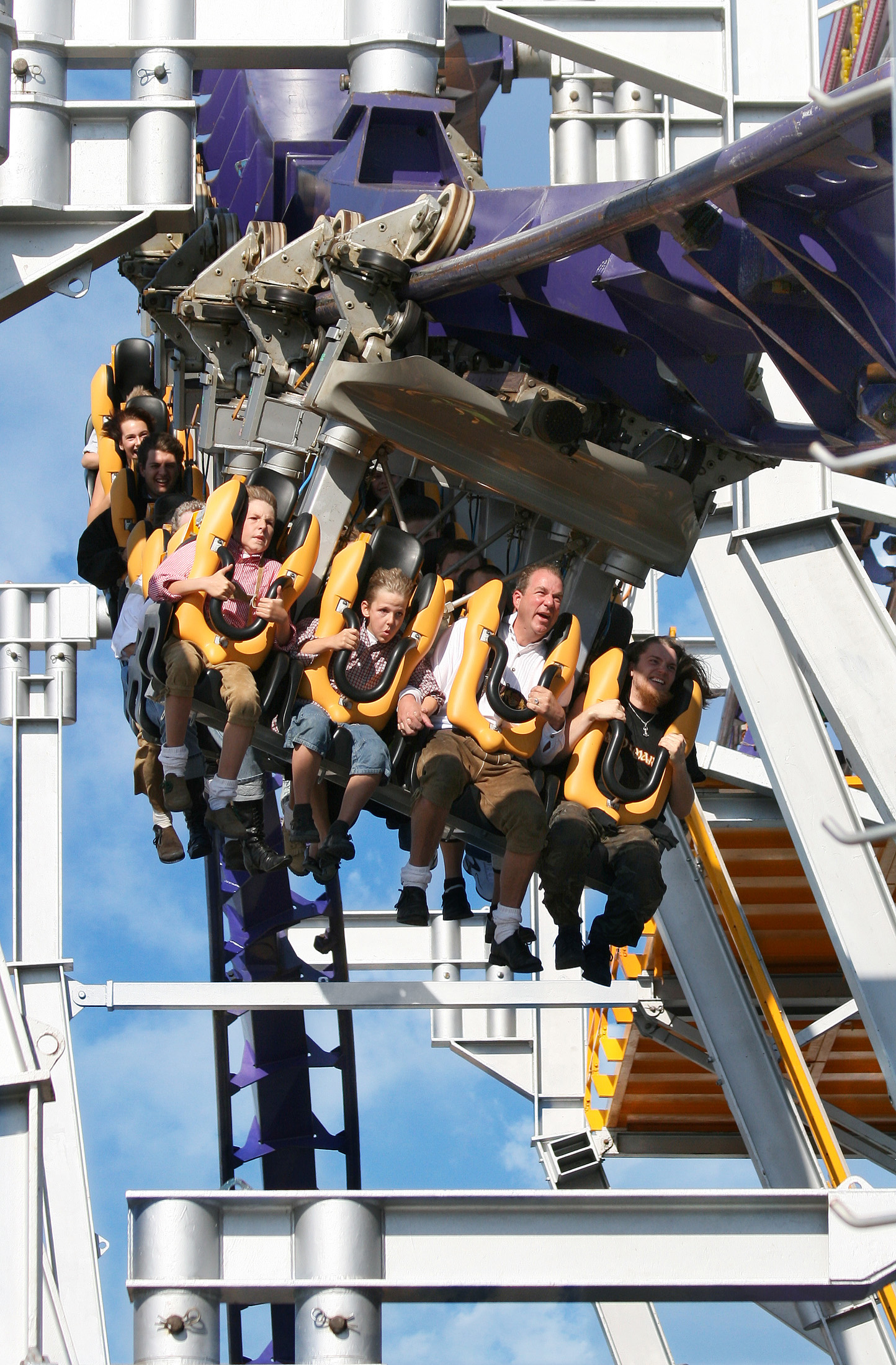
Euro-Star auf dem Oktoberfest 2007

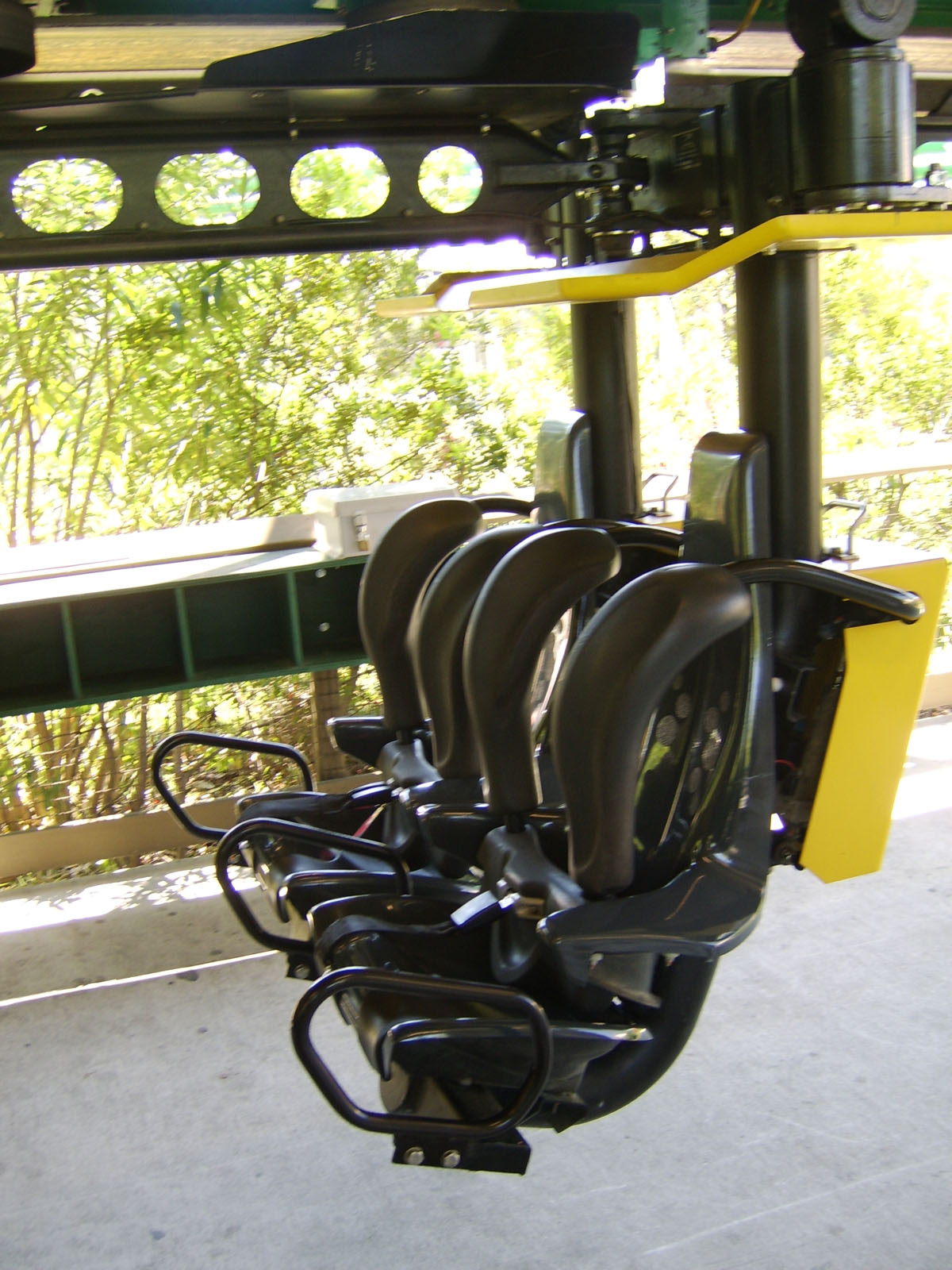
Swamp Thing in Wild Adventures

Ein Inverted Coaster (umgangssprachlich: Inverter) ist eine Achterbahn, bei der die Züge unter den Schienen fahren und die Sitze direkt unter dem Fahrwerk befestigt sind. Im Unterschied zum Suspended Coaster, der auch unter den Schienen fährt, dessen Wagen aber zu den Seiten ausschwingen können, sind die Wagen des Inverted Coasters mehr oder weniger starr mit dem Fahrwerk verbunden. Das besondere Fahrgefühl macht vor allem die exponierte Haltung der Beine in den Sitzen ohne Fußboden aus. Eine wörtliche Übersetzung des Begriffs wäre umgedrehte Achterbahn.

## Bolliger & Mabillard
Das Schweizer Unternehmen Bolliger & Mabillard leistete Pionierarbeit bei der Entwicklung der Inverted Coaster. Die erste Bahn dieser Art wurde 1992 in Six Flags Great America eröffnet. Diese als Batman The Ride bekannte und recht platzsparende Streckenführung wurde bis heute zehnmal kopiert, vor allem von diversen anderen Six-Flags-Parks. Der gleiche Hersteller realisierte auch viele andere Schienendesigns, von denen Alpengeist in Busch Gardens Williamsburg mit knapp 60 Metern bisher der höchste Coaster ist.

## Andere Hersteller
Es gibt auch andere Hersteller, die das Konzept des Inverted Coaster mehr oder weniger kopiert haben. Das bekannteste Beispiel ist der Suspended Looping Coaster von Vekoma. Die italienischen Hersteller Fabbri und Pinfari bieten ebenfalls Achterbahnen dieser Bauart an. Mit dem Modell Impulse Coaster bietet der Hersteller Intamin Inverted Coaster mit Abschuss an.
In Deutschland gibt es vier Vekoma-Anlagen (je eine im Heide-Park und im Erlebnispark Tripsdrill und zwei im Movie Park Germany), eine Bolliger & Mabillard-Bahn (Black Mamba), mit Arthur im Europa-Park eine von Mack Rides und vom RES Gozimba im Serengeti-Park und als transportable Version gab es noch zusätzlich den Euro-Star.